# Edward Fitzalan-Howard
Edward William Fitzalan-Howard, né le 2 décembre 1956, 18e duc de Norfolk, est le fils de Miles Fitzalan-Howard (1915-2002), 17e duc de Norfolk et le petit-fils de Bernard Fitzalan-Howard (1885-1972), baron Howard of Glossop.

## Famille

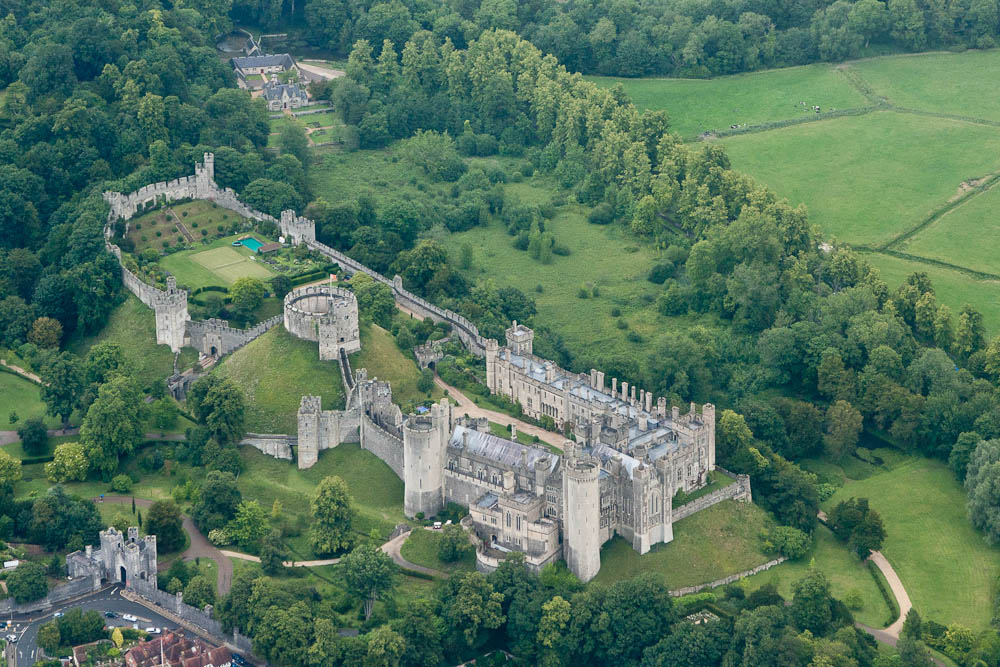
Château d'Arundel.

Armes de la famille Howard.

Fils de Miles Fitzalan-Howard (17e duc de Norfolk) et de sa femme Anne (puis Lady Herries of Terregles), fille du wing commander Gerald Constable-Maxwell.
Il hérite en 2002 des titres de son père, duc de Norfolk, dans les pairies de l'Angleterre et du Royaume-Uni ; il siège à la Chambre des lords en fonction ex officio de comte-maréchal.
Le 27 juin 1987, Edward Fitzalan-Howard épouse Georgina Susan Gore, descendante des comtes Temple de Stowe (en), avec qui il a 5 enfants :
- Henry Miles Fitzalan-Howard, comte d'Arundel (titre de courtoisie), né le 3 décembre 1987 ; héritier apparent au titre de duc de Norfolk, marié depuis 2016, dont descendance ;
- Rachel Rose Fitzalan-Howard (née le 10 juin 1989) ;
- Thomas Jack Fitzalan-Howard (né le 14 mars 1992) ;
- Isabel Serena Fitzaland-Howard (née le 7 février 1994) ;
- Philip Edward Fitzalan-Howard (né le 14 juillet 1996).

Ils divorcent en 2022.
En novembre 2022, Edward Fitzalan-Howard épouse Francesca Herbert (née Bevan).

## Biographie
Chef de famille, il est propriétaire du château d'Arundel et de diverses entreprises.
Après des études à l'Ampleforth College, un collège catholique indépendant, il s'inscrit au Lincoln College à Oxford, où il acquiert son Bachelor of Arts (Licence ès lettres).
Grand officier d'État britannique et premier duc d'Angleterre, il est aussi chevalier de l'ordre souverain de Malte. Homme d'affaires, c'est également un amoureux du sport automobile.

## Titres de noblesse

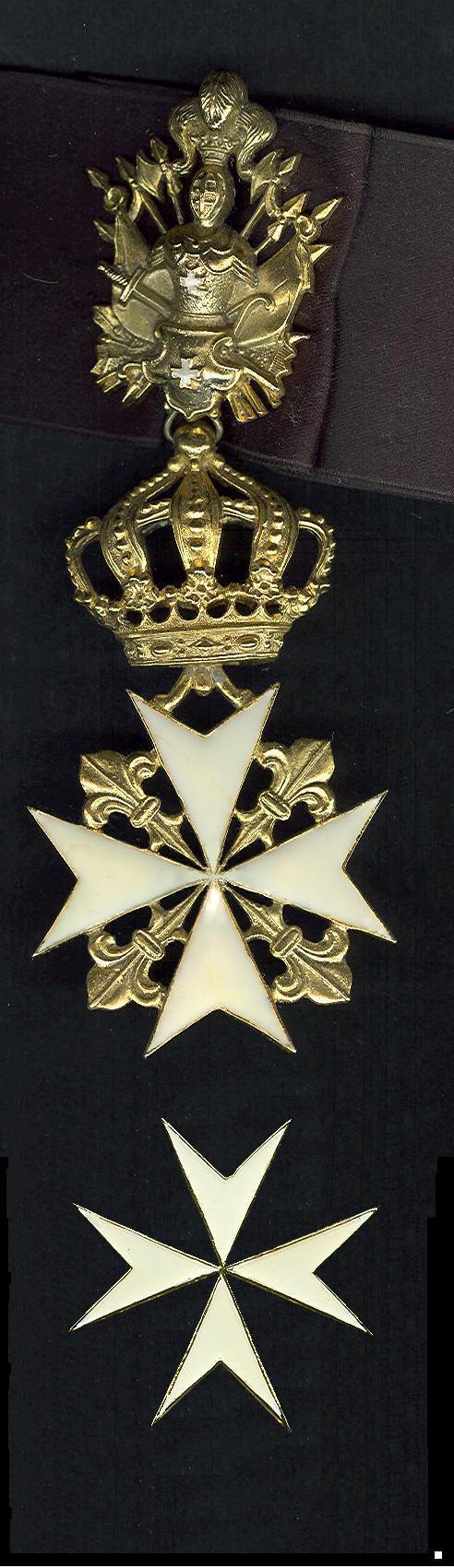
Ordre souverain de Malte. Décoration de chevalier (en haut) ; Croix de chevalier (en bas).

- duc de Norfolk
- comte d'Arundel
- comte de Surrey
- comte de Norfolk
- baron Beaumont (en)
- baron Maltravers (en)
- baron FitzAlan (en)
- baron Clun
- baron Oswaldestre
- baron Howard de Glossop (en)[2].